# Otto Buurman

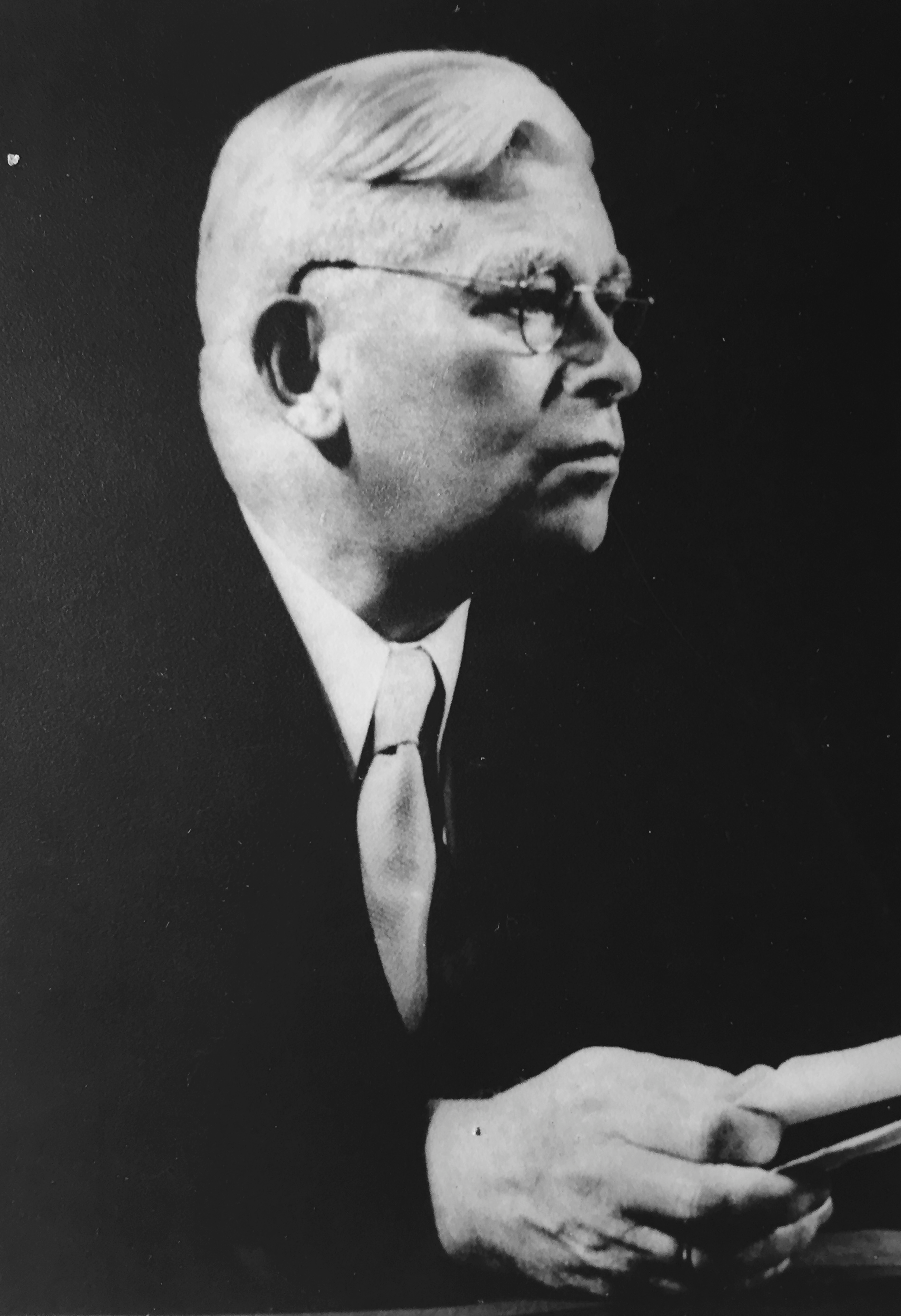
Otto Buurman (1956)

Otto Taleus Eberhard Buurman (* 10. November 1890 in Kirchborgum; † 3. März 1967 in Göttingen) war ein deutscher Philologe, Arzt und Ministerialbeamter im Gesundheitsbereich.

## Werdegang
Buurman studierte zunächst Neuphilologie in Halle und Erlangen, dann, unterbrochen vom Kriegsdienst im Ersten Weltkrieg, von 1918 bis 1920 Medizin in Kiel, Göttingen und Jena. Während seines Studiums wurde er 1910 Mitglied der Schwarzburgbund-Verbindung Tuiskonia Halle und CStV Uttenruthia Erlangen. Er wurde 1920 in Jena zum Dr. med. promoviert. Anschließend war er Medizinalpraktikant und danach Assistenzarzt in der Diakonie-Anstalt Bremen. 1922 ließ er sich als praktischer Arzt in Pewsum nieder. Ab Oktober 1929 war er leitender Kreisarzt im Landkreis Leer. Wegen seiner Nähe zur Bekennenden Kirche wurde er 1938 als Amtsarzt nach Liegnitz versetzt.
Während des Zweiten Weltkrieges war er im deutsch besetzten Polen ab 1940 Leiter des Gesundheitsamtes in Krakau und ab 1941 Unterabteilungsleiter in der Gesundheitsverwaltung des Generalgouvernements, wo er auch als Stellvertreter des Präsidenten in der Gesundheitsverwaltung fungierte. An der Universität Breslau habilitierte er sich 1943. Ab 1943 war er Amtsarzt in Hamburg-Harburg.
Nach Kriegsende war er kurzzeitig Stellvertreter des Präsidenten der Gesundheitsbehörde in Hamburg. Im November 1945 ging er nach Hannover, um die Gesundheitsabteilung im Oberpräsidium der Provinz Hannover aufzubauen. Er gehörte 1946 dem German Health Services Advisory Committee und dem German Advisory Board in der Britischen Besatzungszone an. Er begründete 1947 den Niedersächsischen Verein zur Bekämpfung der Tuberkulose, desser Vorsitzender er bis 1967 war. 1948 wurde er zum Ministerialrat im Niedersächsischen Staatsdienst ernannt. Zudem leitete er von 1949 bis 1951 das Kuratorium der Akademie für Staatsmedizin Hamburg. Von 1949 bis 1955 war er Vorsitzender des niedersächsischen Landesgesundheitsrats, gehörte ab 1953 dem Bundesgesundheitsrat an und von 1954 bis November 1956 Leiter der Gesundheitsabteilung im Bundesministerium des Innern. Im Ruhestand übernahm er zwischen 1958 und 1960 das Amt des Bundesarztes des Deutschen Roten Kreuzes.
Buurman war Herausgeber des zwölfbändigen Hochdeutsch-plattdeutschen Wörterbuchs, dessen Wörter und deren Bedeutungen mit zahlreichen Beispielen erläutert werden, die von mehreren ostfriesischen Autoren über viele Jahre lang zusammengetragen worden sind.

## Ehrungen
- Eisernes Kreuz (1914) II. und I. Klasse
- Ritterkreuz des Königlichen Hausordens von Hohenzollern
- Bayerischer Militärverdienstorden IV. Klasse mit Krone und Schwertern
- Braunschweiger Kriegsverdienstkreuz II. und I. Klasse
- Braunschweiger Bewährungsabzeichen
- 1958: Großes Verdienstkreuz mit Stern der Bundesrepublik Deutschland
- 1965: Großes Verdienstkreuz des Niedersächsischen Verdienstordens
- Ehrenvorsitzender der Nordwestdeutschen Krankenhausgesellschaft

## Schriften
- Hochdeutsch-plattdeutsches Wörterbuch. Auf der Grundlage ostfriesischer Mundart. 12 Bände. Wachholtz, Neumünster 1962–1975.